# 手写体
手写体又稱书写体、手書體、草書，是每个人用手书写的字体，或者计算机中类似手写的字体，如Script字体等。為加快书写速度，大部份手寫體均會簡化或連結正規印刷字體中的部分筆劃。每个人的手写体因人而异。
计算机中的英文手写体如Script等，其前后字符首尾连接，造成类似手写的效果。计算机中的中文手写体如楷体，笔画有像手写一般的弯曲，而不像印刷体（如宋体）那样直板。

## 漢字
手写体包括：用刻字的篆书、毛笔书写的隶书、楷书及草書、钢笔字等等，现时也发明了一些手写的艺术字体。同时中国大陆亦以简化字所用的字形作为手写体，以区别印刷体的字形。

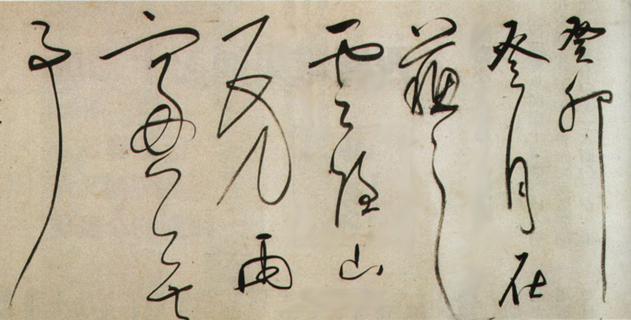
明代董其昌的草書體

## 字母
與漢字不同，大部分語言使用字母而非語素文字，但大部分字母系統在手寫時亦與漢字一樣，擁有跟印刷體寫法相異的獨特書體。歷史上，手寫體曾長期作為官方、正式文件上規定使用的標準格式，即便在印刷技術傳入西方並普及以後亦如是。雖然於近代打字机、電腦特別是原子筆等科技問世並普及後，因大眾廣泛改為直接書寫印刷體而開始褪色，但是在有重要個人情感意義而需親筆書寫的文件或書信（如情書、感謝信等），仍存需以手寫體而非印刷體書寫的社會規範，以凸顯該文書為親筆書寫（而非打字機或電腦打印）的情感意義特質。

迪尼爾式手寫體，英文手写体中其中一種流行格式
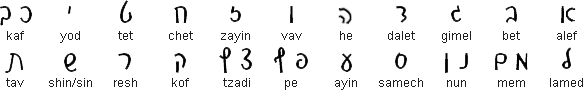
希伯來文手写体
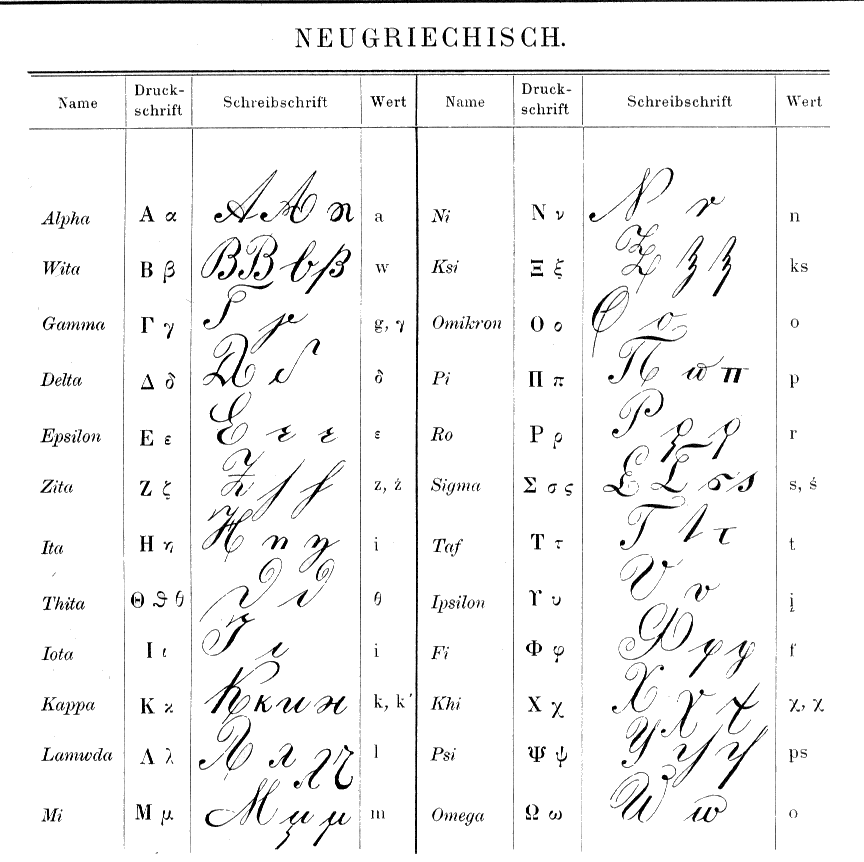
希臘文手写体
俄文草书体
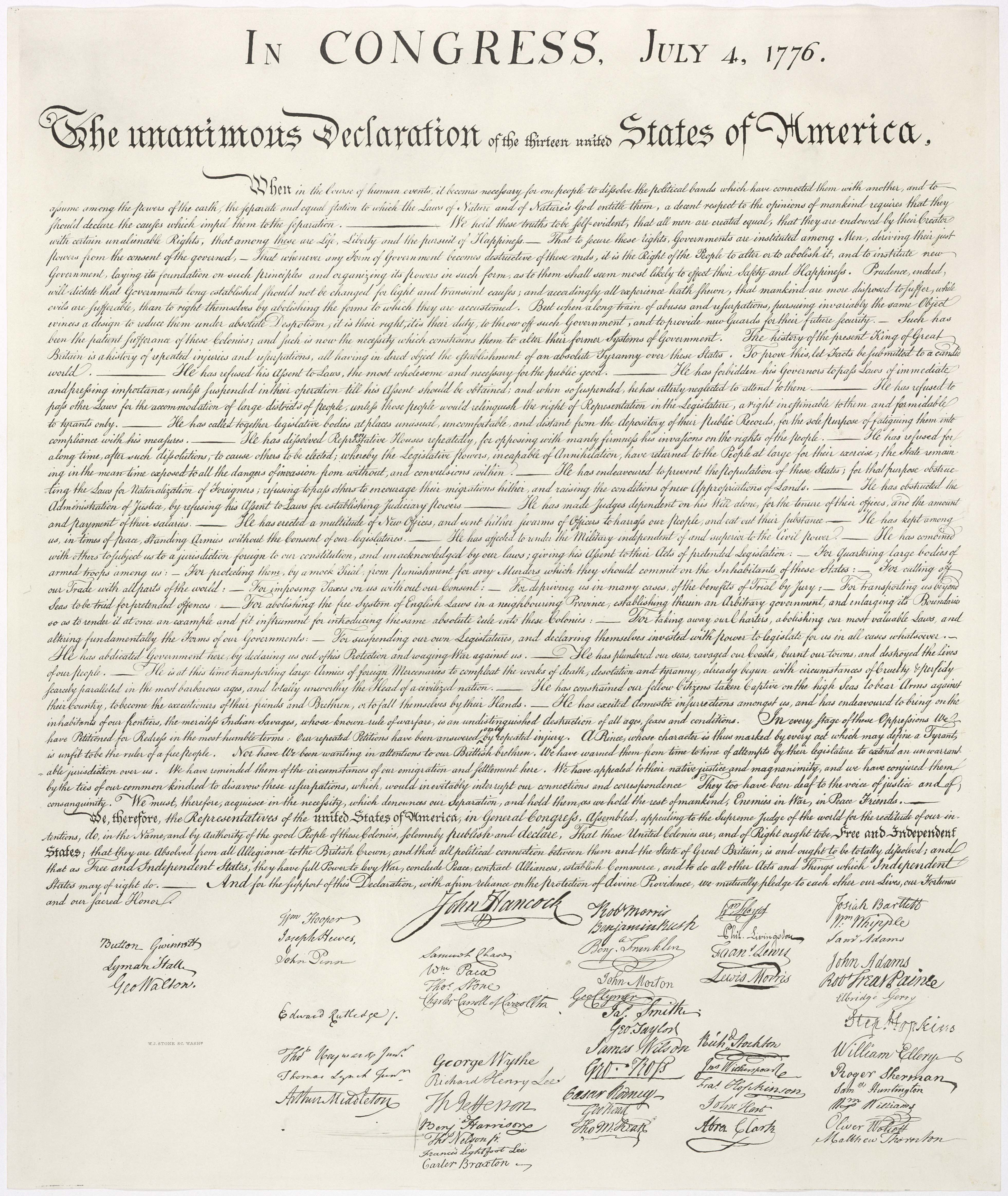
《美國獨立宣言》是以手寫體寫成的最著名文件之一，證明手寫體曾是官方正式文件上規定使用的標準格式
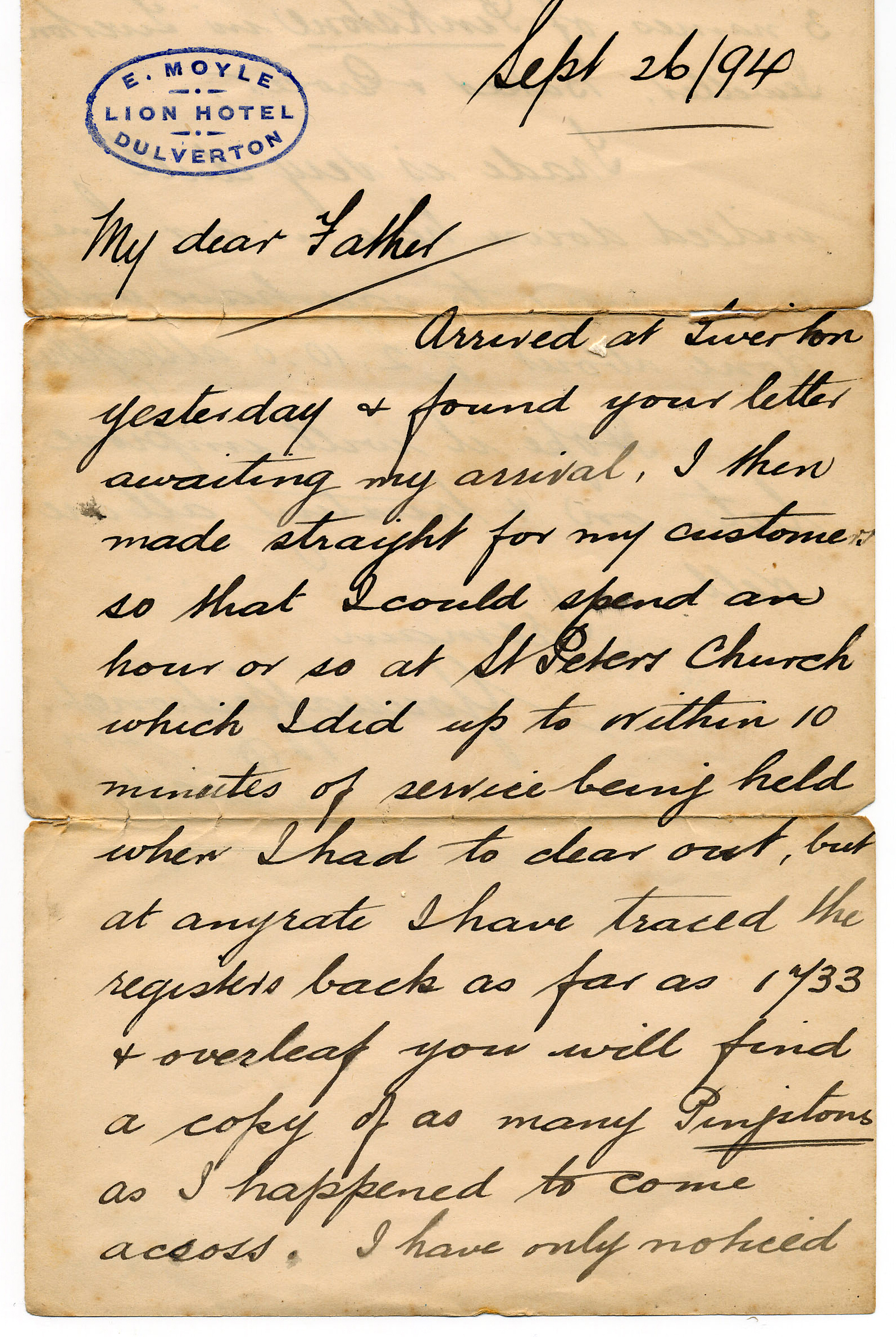
一份寫於1894年的英文手写体信件
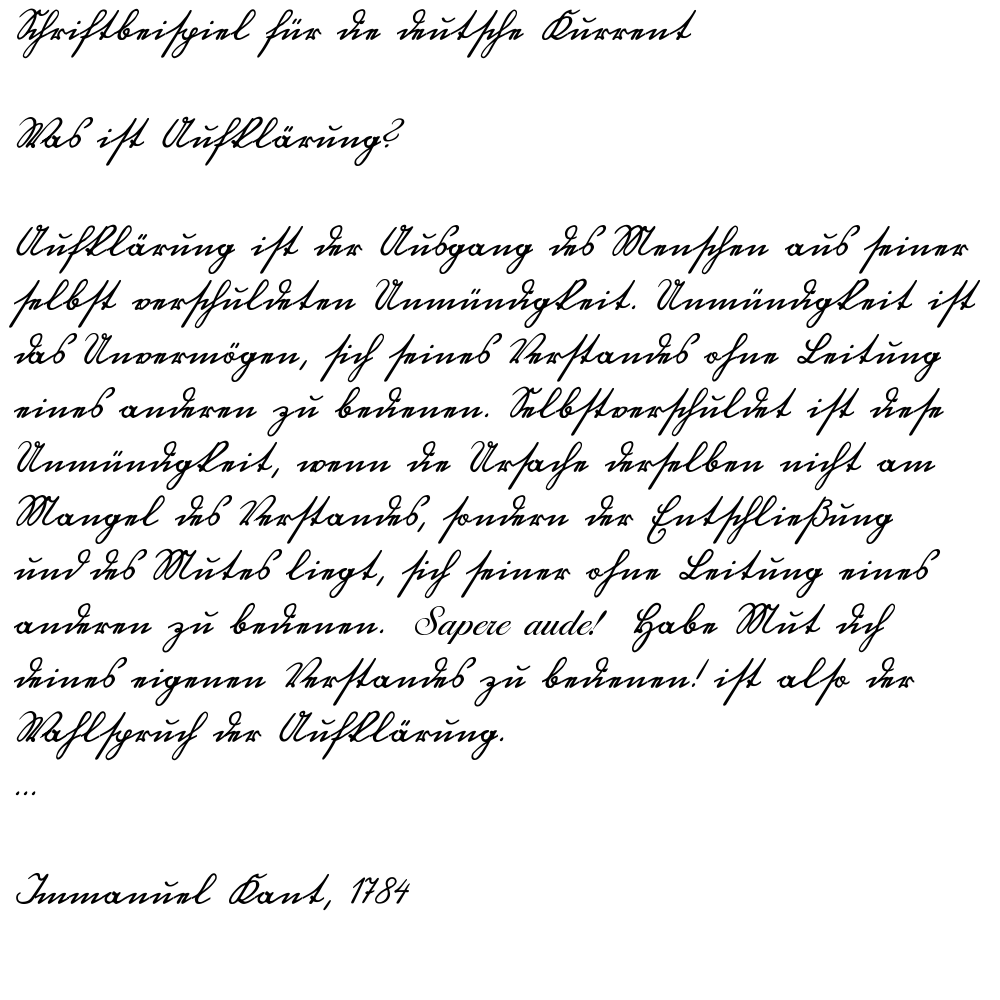
一份電腦模擬的德文手写体文件
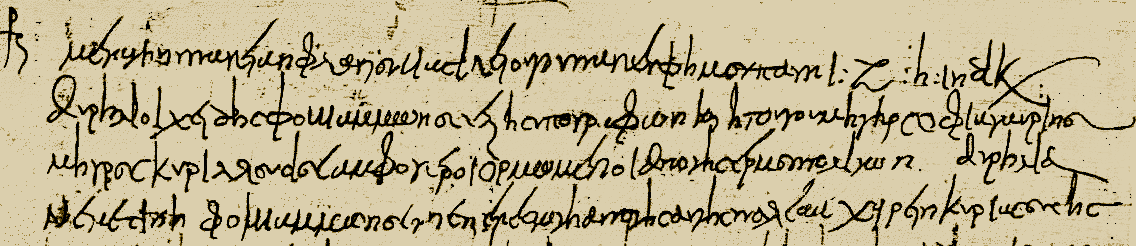
一份寫於6世紀的希臘文手写体文件

## 註
1. ↑  【英語官話合講】（Tones of the Mandarin Dialect are Given in English and Chinese）用過。[1][2]